# Wiceszambelan Dworu Królewskiego
Wiceszambelan Dworu Królewskiego (ang. Vice-Chamberlain of the Household) – niższy urzędnik na brytyjskim Dworze Królewskim. Obecnie jego funkcja jest czysto honorowa, ale często pełnił funkcję wprowadzającego (ang: usher) podczas Garden Parties.

## Lista wiceszambelanów
- 1536–1539: William Kingston
- 1616–1625: John Digby, 1. hrabia Bristolu
- 1639–1644: George Goring
- 1660–1680: George Carteret, 1. baronet
- 1680–1687: Henry Savile
- 1687–1689: James Porter
- 1689–1694: John Lowther, 2. baronet
- 1694–1706: Peregrine Bertie, lord Willoughby de Eresby
- 1706–1727: Thomas Coke
- 1727–1730: William Stanhope
- 1730–1740: John Hervey, 2. baron Hervey
- 1740–1742: Sidney Beauclerk
- 1742–1765: William Finch
- 1765–1769: George Villiers, wicehrabia Villiers
- 1770–1770: Thomas Robinson
- 1771–1782: John Montagu, wicehrabia Hinchinbroke
- 1782–1784: George Waldegrave, wicehrabia Chewton
- 1784–1794: George Herbert, lord Herbert
- 1794–1804: Charles Francis Greville
- 1804–1812: John Thynne
- 1812–1812: Francis Seymour-Conway, hrabia Yarmouth
- 1812–1821: Robert Jocelyn, wicehrabia Jocelyn
- 1821–1827: James Graham, markiz Graham
- 1827–1830: Samuel Hulse
- 1830–1834: George Chichester, hrabia Belfastu
- 1834–1835: Frederick Stewart, wicehrabia Castlereagh
- 1835–1838: Lord Charles FitzRoy
- 1838–1841: George Chichester, hrabia Belfastu
- 1841–1852: Ernest Brudenell-Bruce
- 1852–1852: Orlando Bridgeman, wicehrabia Newport
- 1852–1858: Ernest Brudenell-Bruce
- 1858–1859: Orlando Bridgeman, wicehrabia Newport
- 1859–1866: Valentine Browne, wicehrabia Castlerosse
- 1866–1868: Claud Hamilton
- 1868–1872: Valentine Browne, wicehrabia Castlerosse
- 1872–1874: Richard Grosvenor
- 1874–1880: George Barrington
- 1880–1885: Charles Brudenell-Bruce
- 1885–1886: William Legge, wicehrabia Lewisham
- 1886–1886: Frederick Lambart, wicehrabia Kilcoursie
- 1886–1891: William Legge, wicehrabia Lewisham
- 1891–1892: Brownlow Cecil, lord Burghley
- 1892–1895: Charles Spencer
- 1885–1900: Ailwyn Fellowes
- 1900–1902: Anthony Hood
- 1902–1905: Frederick Glyn
- 1905–1907: Wentworth Beaumont
- 1907–1911: John Fuller, 1. baronet
- 1911–1915: Geoffrey Howard
- 1915–1917: Cecil Beck
- 1917–1922: William Dudley Ward
- 1922–1924: Douglas Hacking
- 1924–1924: John Emanuel Davison
- 1924–1925: Douglas Hacking
- 1925–1928: George Hennessy
- 1928–1929: Frederick Charles Thompson
- 1929–1931: John Henry Hayes
- 1931–1931: Frederick Charles Thompson
- 1931–1932: Frederick Penny
- 1932–1935: Victor Warrender, 1. baronet
- 1935–1935: Lambert Ward
- 1935–1937: George Frederick Davies
- 1937–1937: Arthur Hope
- 1937–1938: Ronald Cross
- 1938–1939: Robert Grimston
- 1939–1942: Albert Edmondson
- 1942–1944: William Boulton
- 1944–1945: Arthur Young
- 1945–1946: Julian Snow
- 1946–1947: Michael Stewart
- 1947–1951: Ernest Popplewell
- 1951–1956: Henry Studholme
- 1956–1957: Richard Thompson
- 1957–1959: Peter Legh
- 1959–1960: Edward Wakefield
- 1960–1960: Richard Brooman-White
- 1960–1964: Graeme Bell Finlay
- 1964–1966: William Whitlock
- 1966–1967: John McCann
- 1967–1969: Charles Richard Morris
- 1969–1970: Alan Fitch
- 1970–1971: Jasper More
- 1971–1972: Bernard Weatherill
- 1972–1973: Walter Clegg
- 1973–1974: Paul Hawkins
- 1974–1974: Don Concannon
- 1974–1978: James Hamilton
- 1978–1979: Donald Coleman
- 1979–1981: Anthony Berry
- 1981–1983: Carol Mather
- 1983–1986: Robert Boscawen
- 1986–1988: Tristan Garel-Jones
- 1988–1988: Michael Neubert
- 1988–1990: Tony Durant
- 1990–1990: David Lightbown
- 1990–1992: John Mark Taylor
- 1992–1995: Sydney Chapman
- 1995–1996: Timothy Kirkhope
- 1996–1996: Andrew MacKay
- 1996–1997: Derek Conway
- 1997–1998: Janet Anderson
- 1998–2001: Graham Allen
- 2001–2003: Gerry Sutcliffe
- 2003–2005: Jim Fitzpatrick
- 2005–2007: John Heppell
- 2007–2008: Liz Blackman
- 2008–2010: Claire Ward
- 2009–2010: Helen Jones
- 2010–2012: Mark Francois
- 2012–2013: Greg Knight
- 2013–2014: Desmond Swayne
- 2014–2015: Anne Milton
- 2015–2016: Kris Hopkins
- 2016–2017: Julian Smith
- 2017–2018: Chris Heaton-Harris
- 2018–2018: Mark Spencer
- 2018–2019: Andrew Stephenson
- 2019–2019: Craig Whittaker
- 2019–2020: Stuart Andrew
- 2020–2021: Marcus Jones
- 2021–2022: James Morris
- 2022–2022: Michael Tomlinson
- 2022–2023: Jo Churchill
- 2023–2024: Stuart Anderson
- od 2024: Samantha Dixon